# 細波魚
細波魚（学名：Rasbora daniconius）為輻鰭魚綱鯉形目鯉科的其中一個種。

## 分布
本魚分布於泰國、越南、緬甸、柬埔寨、印尼、寮國、馬來西亞、孟加拉、印度、斯里蘭卡的溪流。

## 特徵
本魚體細長，背部和側腹部稍呈曲線形。體色為銀白色，有紫色、綠色或黃色的折光色彩，有一條藍黑色條紋橫貫魚體。雄魚的鰭為淺黃色，雌魚體色較高。背鰭軟條9枚、臀鰭軟條7枚。體長可達15公分。

## 生態
本魚棲息於溝渠、池塘、溪流或浸水的田地。有時形成大群魚群。屬雜食性，主要吃水生昆蟲與碎屑。成熟的成魚可能在雨季的時候繁殖。

## 經濟利用
為觀賞性魚類，活動力強，需要大的游動空間。